# Fjälabotjärnen
Fjälabotjärnen är en sjö i Nordmalings kommun och Vännäs kommun i Ångermanland och ingår i Hörnåns huvudavrinningsområde. Sjön har en area på 0,0928 kvadratkilometer och ligger 194,4 meter över havet. Sjön avvattnas av vattendraget Torrsjöbäcken.

## Delavrinningsområde
Fjälabotjärnen ingår i det delavrinningsområde (708751-168351) som SMHI kallar för Inloppet i Torrsjön. Medelhöjden är 208 meter över havet och ytan är 1,02 kvadratkilometer. Det finns inga avrinningsområden uppströms utan avrinningsområdet är högsta punkten. Torrsjöbäcken som avvattnar avrinningsområdet har biflödesordning 2, vilket innebär att vattnet flödar genom totalt 2 vattendrag innan det når havet efter 44 kilometer. Avrinningsområdet består mestadels av skog (91 procent). Avrinningsområdet har 0,09 kvadratkilometer vattenytor vilket ger det en sjöprocent på 9,3 procent.